# Инфанте, Тоньо
Тоньо Инфанте (исп. Antonio «Toño» Infante) (1954, Гвадалахара, Халиско, Мексика) — мексиканский актёр, запомнившийся зрителям как исполнитель отрицательных ролей и злодеев.

## Биография
Родился в 1954 году в Гвадалахаре в семье актёра и певца Анхеля Инфанте (1914-87), также является племянником актёра и певца (исп. gran actor) Педро Инфанте (1917-57). В мексиканском кинематографе дебютировал в 1975 году и c тех пор снялся в 66 работах в кино и телесериалах. Дважды номинирован на премию TVyNovelas.

## Фильмография

### Избранные телесериалы
- 1985-2007 — Женщина, случаи из реальной жизни
- 1990 — В лезвие смерти — Кинг.
- 1994 — Маримар — Никандро Мехия.
- 1998-99 — Что происходит с нами?
- 2000-01 — Обними меня крепче — Эулохио Лопес.
- 2003 — Истинная любовь — Бенихно Вилья.
- 2005 — Наперекор судьбе — Лино.
- 2007 — Чистая любовь — Хеласио Барралес.
- 2009 — Дикое сердце — Селестино.
- 2011-н. в. — Как говорится — Аурелио.
- 2012 — Настоящая любовь — Командант.
- 2013 — Непокорное сердце — Моралес.

### Избранные фильмы
- 1983 — Месть Марии
- 1990 — Расхитители гробниц — Лало.